# Дільниця лісу Бука європейського
Дільниця лісу Бука європейського — колишня ботанічна пам'ятка природи на території Староконстянтинівського  лісгоспзагу (Самчиківське лісництво, квадрат 4, ділянка 5). Була оголошена рішенням Хмельницького Облвиконкому № 358-р від 22.10.1969 року. На момент створення назва зназначалась як «Дільниця лісу Бука європейського».

## Опис
Букове насадження віком 200 років .

## Скасування
Рішенням Хмельницького Облвиконкому № 20-24 від 18.11.2009 року пам'ятка була скасована.
Скасування статусу відбулося по причині включення до складу лісового заказника місцевого значення «Новиківський» .